# Fiolbyggare

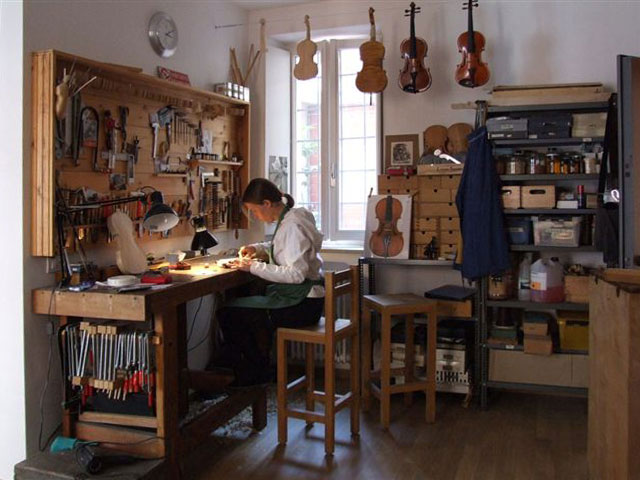
En fiolbyggares verkstad i Cremona.

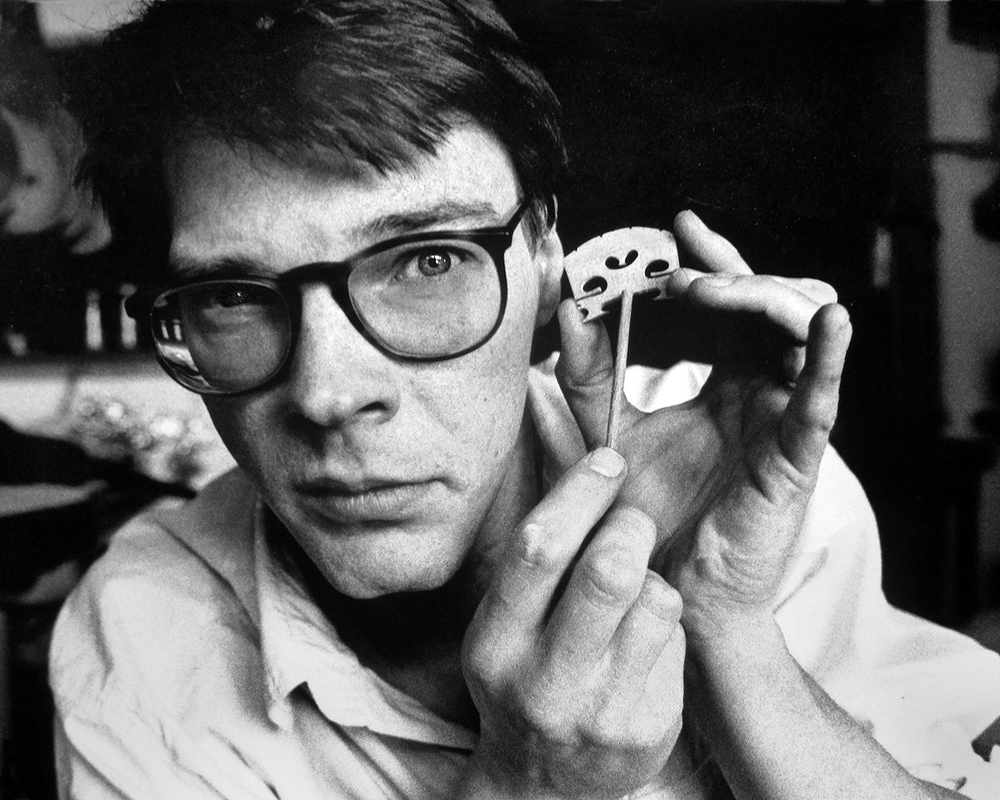
En instrumentmakare stämmer stallet på en fiol.

Fiolbyggare eller violinmakare är en instrumentmakare som bygger fioler och besläktade instrument, bland annat altfiol, cello och kontrabas.
Världens mest berömda fiolbyggare var Antonio Stradivari och olika medlemmar av släkterna Amati och Guarneri, samtliga verksamma i den italienska staden Cremona.
Exempel på nutida svenska fiolbyggare är Peter Westerlund och fiolbyggarmästare Stefan Lindholm.